# Okjeo
Okjeo var en koreansk stammestat, der opstod på den nordlige del af den koreanske halvø måske fra det 2. århundrede f.Kr. til det 5. århundrede e.Kr..
Dong-okjeo (Østlige Okjeo) omfattede omtrent det område, som senere omfattedes af Hamgyong-provinserne i Nordkorea, og Buk-okjeo (Nordlige Okjeo) omfattede Tumen-regionen.
Dong-okjeo blev ofte blot kaldet Okjeo, mens Buk-okjeo blev også undertiden benævnt Chiguru (置 溝 婁, 치 구루) eller Guru (구루)[kilde mangler], idet sidstnævnte navn også anvendes på Goguryeo. Okjeo omkransede den anden mindre stat, Dongye, mod syd, og delte en lignende skæbne.

## Historie
I sin tidlige historie vekslede Okjeo mellem dominans fra de kinesiske commanderiers og Goguryeos side. Fra det 3. århundrede f.Kr. til 108 f.Kr., blev det kontrolleret af Gojoseon. På grund af den konstante indblanding fra sine naboers side, udviklede Okjeo sig aldrig til en fuldt centraliseret kongerige.
I 28 f.Kr. sendte konge Dongmyeong Bu Wiyeom i et angreb på det nordlige Okjeo. I det 1. eller 2. århundrede e.Kr. reducerede kong Taejo af Goguryeo Okjeo til en lydstat, der leverede lokale produkter til Goguryeo. I løbet af Wei invasionen af Goguryeo i 244 trak Goguryeos konge Dongcheon sig midlertidigt tilbage til Nordlige Okjeo, og i 285 undslap Buyeo-hoffet også midlertidigt til Okjeo under nordlige nomadiske angreb.
I begyndelsen af det 5. århundrede blev Okjeo helt erobret af Gwanggaeto den Store af Goguryeo.

## Kultur
Vores viden om Okjeo kultur er mangelfuld. Som for Dongyes vedkommende lignede Okjeos sprog, mad, tøj, arkitektur, og skikke dem i Goguryeo. Okjeos indbyggere praktiserede arrangerede ægteskaber, hvorved barnebruden boede med barne-brudgommens familie indtil voksenalderen, og de begravede deres døde slægtninge i en enkelt kiste.